# 民和村 (南投縣)
民和村，舊稱「拔社埔」，位於中華民國南投縣水里鄉最東端，是水里鄉面積最大的村。地理位置上鄰近濁水溪源頭，是水里市區通往信義鄉地利、雙龍、久久安、五里程等部落的必經地區。主要農作物以過貓為大宗，現則逐漸轉型改種桂花、咖啡等特用作物，以結合當地休閒觀光旅遊，其他重要景點包括，鄉土文物館、水壩瀑布、玉虛宮廟、祖師宮廟、假日廣場、雙龍瀑布、益則坑(Aksa)，及丹大林道等。

## 歷史
| 起訖年份  | 行政區                       |
| 1909~1920 | 南投廳集集支廳集集區拔社埔庄 |
| 1920~1940 | 台中州新高郡集集庄拔社埔大字 |
| 1940~1945 | 台中州新高郡集集街拔社埔大字 |
| 1945~1950 | 台中縣玉山區集集鎮民和里     |
| 1950~1966 | 南投縣水鄉民和村             |
| 1966~     | 南投縣水里鄉民和村           |

## 教育

### 國民中學
- 南投縣立民和國民中學

### 國民小學
- 南投縣水里鄉民和國民小學

## 外部連結
- 益則坑傳說
- 益則坑 （页面存档备份，存于）
- 過貓Ｎ吃 （页面存档备份，存于）
- 過貓／高纖高蛋白最佳颱風菜 （页面存档备份，存于）
- 過溝菜蕨